# Paul Angelis
Paul Angelis (Liverpool, 18 gennaio 1943 – Lambeth, 2009) è stato un attore e doppiatore britannico.
Ha doppiato Ringo Starr e il generale dei "Biechi Blu" nel film d'animazione Yellow Submarine.
Ha lavorato molto nella Tv nazionale inglese e nella BBC come attore televisivo: George e Mildred, Porridge, Callan, The Liver Birds, Un uomo in casa, The Sweeney, The Gentle Touch, L'asso della Manica, Armchair Theatre, Z-Cars, Doppia sentenza, Il nido di Robin, Juliet Bravo, Casualty e The Grimleys.
È il fratello di Michael Angelis, anche lui attore e doppiatore britannico.

## Filmografia parziale
- B. Monkey - Una donna da salvare (B. Monkey), regia di Michael Radford (1998)